# آلتزي
آلتزي (بالألمانية: Alzey) هي بلدة ألمانية و مدينة تقع في ألمانيا في Alzey-Worms. يقدر عدد سكانها بـ 18,173 نسمة .

## المدن التوأمة
مدن Harpenden، Josselin، Rechnitz، Kościan، كمينز و نهاريا هي مدن توأمة لـآلتزي.

## معرض صور

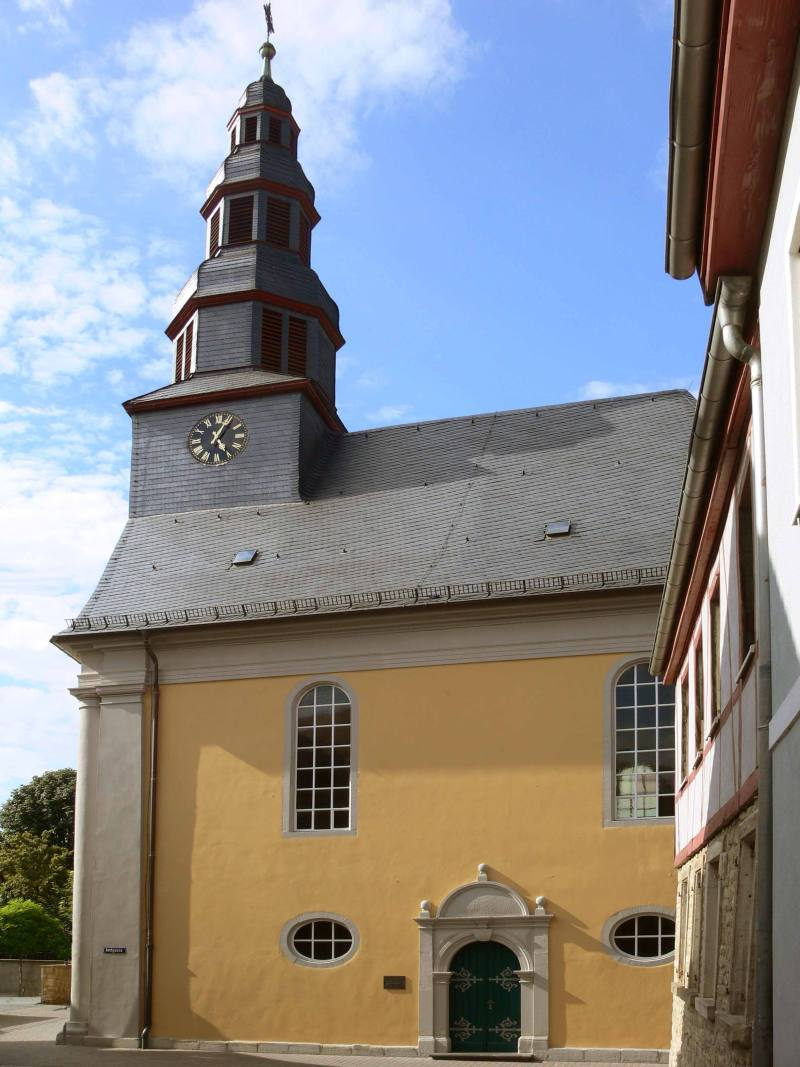
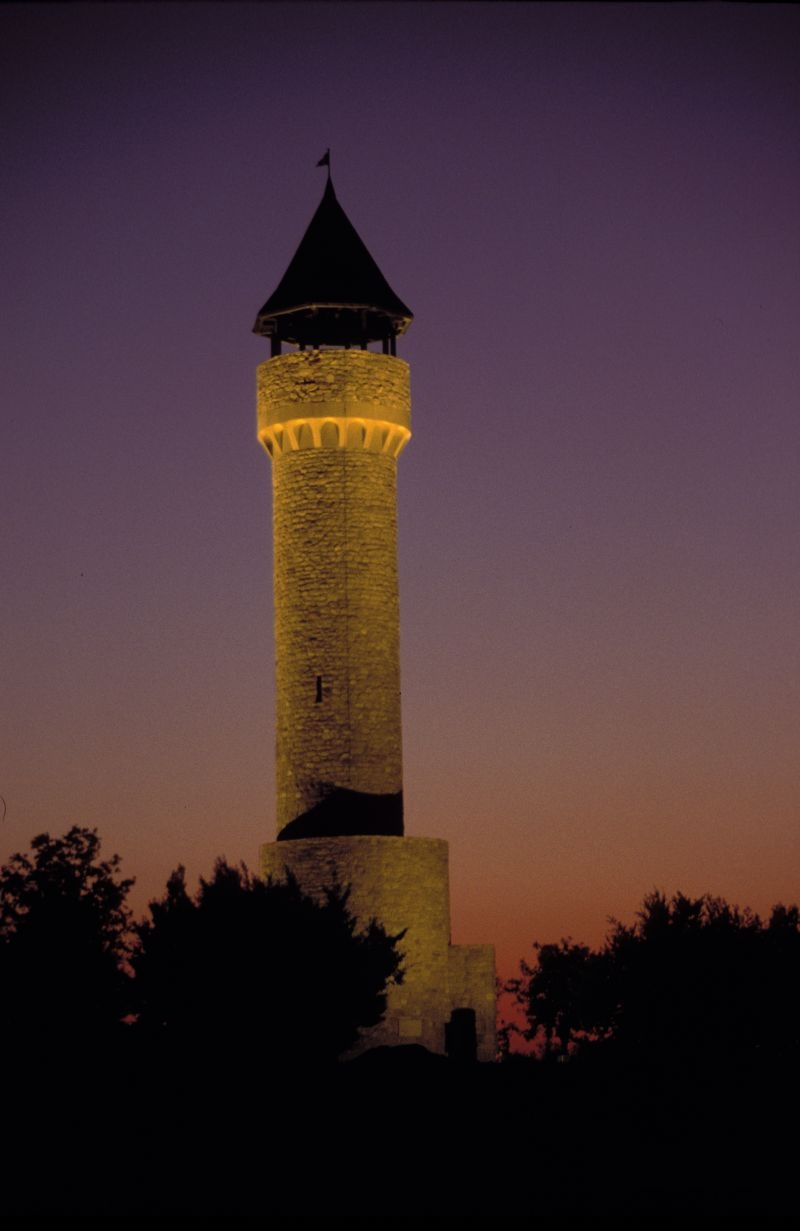
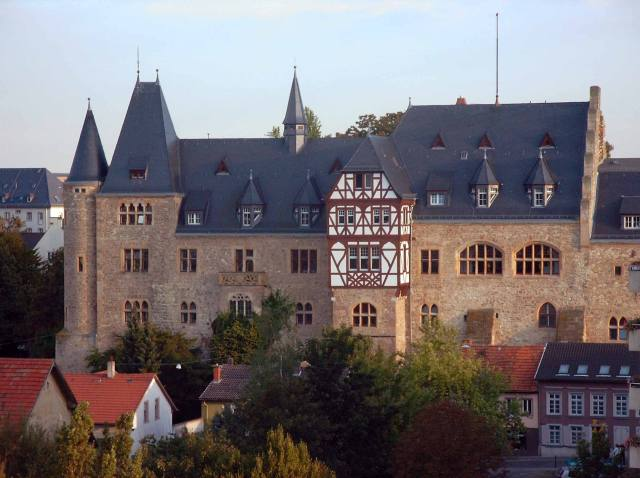
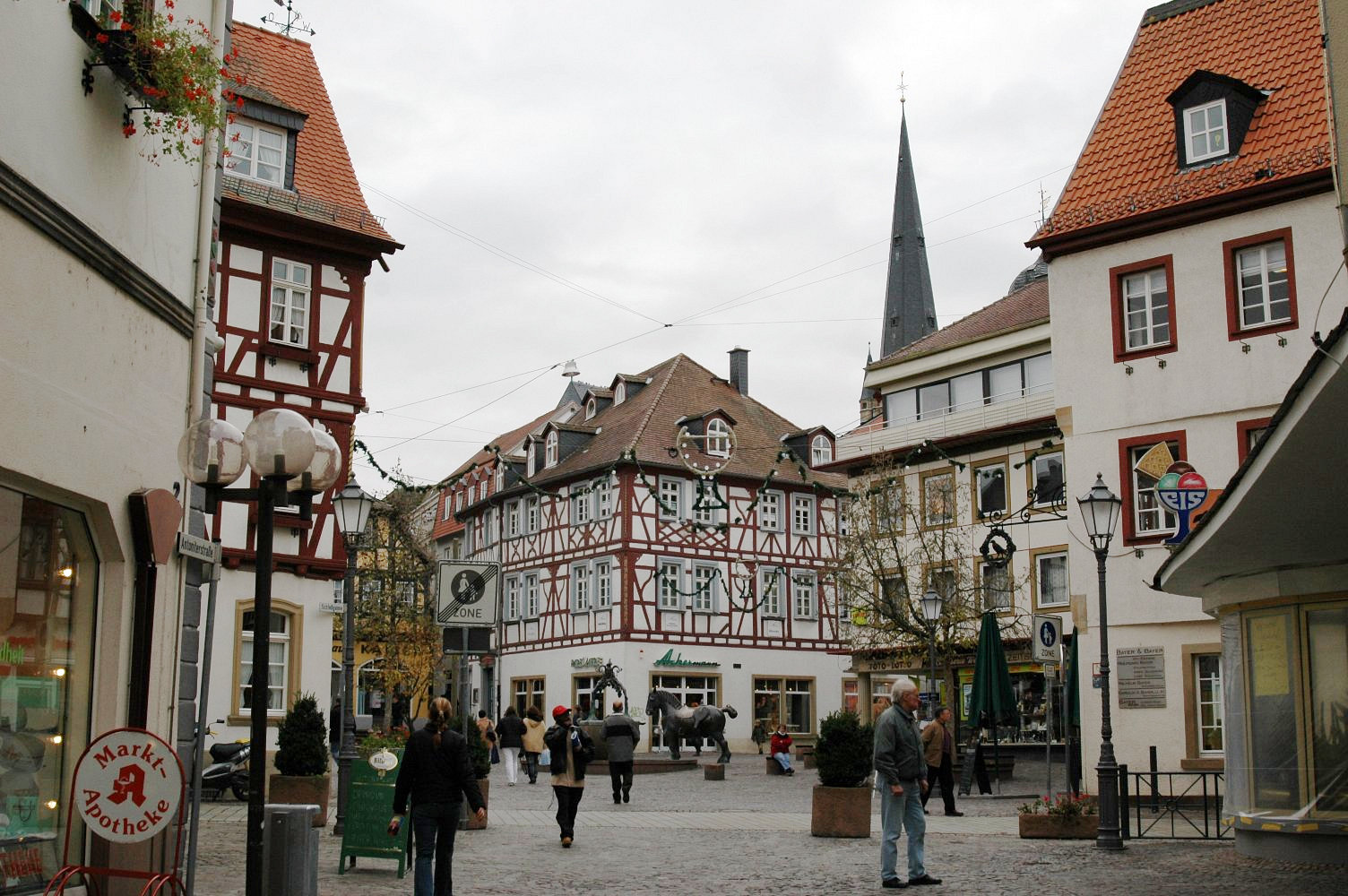

## أعلام
- هانس فاغنر
- فيليكس أدلر
- كارل هاينز كيب
- فريدرش الثاني دوق شوابيا
- غانثر ميتز
- أوقست بيلمونت